# ایرم آلتوغ
ایرم آلتوغ (به ترکی استانبولی:İrem Altuğ) زادهٔ ۱۵ سپتامبر ۱۹۸۰بازیگر اهل ترکیه است. وی از سال ۱۹۸۹ میلادی تاکنون مشغول فعالیت بوده‌است.
از سریال‌هایی که او در آن‌ها ایفای نقش کرده است می‌توان به گودال اشاره کرد.